# 端姑峇希雅
端姑哈嘉峇希雅·端姑阿都拉曼 (1930年8月24日—2003年8月26日)是马来西亚吉打州苏丹后。1970年至1975年出任马来西亚第五任最高元首后。

## 早年
端姑峇希雅于1930年8月24日出生在森美兰神安池旧皇宫。她是森美兰严端端姑阿都拉曼和严端后端姑古夏的长女。两人日后被选为新独立的马来亚联合邦第一任最高元首和最高元首后。
她在神安池马来学校和芙蓉女校接受教育。随后前往英国深造，获得诺丁汉大学社会科学学士学位。

## 婚姻
1956年端姑峇希雅与吉打王子端姑阿都哈林结婚。两人于1960年5月3日领养了东姑哈米达（端姑阿都哈林的长姐）的双胞胎女儿，东姑索拉亚和东姑萨琳娜（出生于1960年4月30日）。1966年7月22日，两人生下一个女儿，东姑英丹萨菲纳兹。
1958年，端姑阿都哈林继任吉打苏丹，端姑峇希雅被册封为吉打苏丹后。1970年至1975年间，随着丈夫出任马来西亚最高元首，端姑峇希雅也出任最高元首后。

## 驾崩
2003年8月26日中午12：23，端姑峇希雅因癌症在亚罗士打王宫驾崩。她被安葬在笼呀路王陵。